# Hamlet Trương
Lê Văn Trương (sinh ngày 22 tháng 9 năm 1988) thường được biết đến với nghệ danh Hamlet Trương, là nam ca sĩ kiêm sáng tác nhạc và MC người Việt Nam.

## Sự nghiệp
Anh hoạt động tại nhiều lĩnh vực, bao gồm tác giả sách, sáng tác nhạc, ca hát, và người dẫn chương trình và ở mỗi lĩnh vực đều xây dựng được những thành quả riêng. Tháng 8/2022, Hamlet Trương cũng trở thành một người nổi tiếng tham gia chiến dịch "Trái Tim Xanh" của UNICEF, UN Women và UNFPA đồng hành cùng chính phủ và các tổ chức quốc tế như Plan International, ChildFund, Save the Children, World Vision và các tổ chức khác phát động nâng cao nhận thức về nguy cơ bạo lực đối với trẻ em và phụ nữ tại Việt Nam.

### Nhạc sĩ
Hamlet Trương bắt đầu sáng tác từ những khi còn học cấp 3 nhưng mãi đến năm 2006 khi đầu quân về Nguyễn Pro anh mới bắt đầu viết lời bài hát cùng nhạc sĩ Thu Hà. Năm 2008, Hamlet Trương đầu quân về Wepro và những ca khúc nhạc trẻ của anh bắt đầu được yêu thích rộng rãi. Năm 2018, Hamlet Trương phát triển thêm sự nghiệp sáng tác với dòng nhạc Bolero, nhạc mang âm hưởng Dân Ca khi cộng tác cùng Trung tâm Thúy Nga, trở thành một nhạc sĩ sáng tác đa dạng với nhiều dòng nhạc. Anh có khoảng hơn 200 ca khúc thuộc nhiều dòng nhạc khác nhau. Đầu năm 2022, Hamlet Trương lần đầu được vinh danh ở hạng mục "Ca Khúc Xuất Sắc 2021" tại Giải Mai Vàng. 

### Ca sĩ
Hamlet Trương bắt đầu sự nghiệp ca hát vào năm 2012. Ca khúc đầu tiên Luật cho người thay thế cho đến nay vẫn khiến giới trẻ thế hệ 8x nhớ đến. Lợi thế ngôn từ trong ca khúc Hamlet Trương vẫn được duy trì cho đến nhiều năm sau với những bài Hit Ai rồi cũng khác, Người yêu cũ có người yêu mới, Thương nhau để đó. Năm 2019 Hamlet Trương chính thức phát triển thêm ở dòng nhạc Bolero, Dân Ca khi thắng giải Á Quân Tình Bolero 2019.

### Nhà văn
Hamlet Trương bắt đầu sự nghiệp viết sách năm 2011. Đến nay anh đã phát hành hơn 14 tác phẩm, là một trong những nhà văn trẻ có lượng sách bán chạy nhất Việt Nam.

### Dẫn chương trình
Hamlet Trương còn là MC trên Radio qua các chương trình "Sổ tay cảm xúc" hay "Hamlet Trương Radio". Năm 2019 Hamlet Trương trở thành host của nhiều chương trình truyền hình như Tình Bolero (THVL), Khoảnh khắc cuộc đời (HTV), Thanh Xuân Tôi (HTV), Live cùng tôi (Yeah1 TV), Hiếu và Đạo (Yeah1 TV).

### Giám khảo
Hamlet Trương cũng là một vị giám khảo được yêu thích các chương trình: Solo cùng Bolero (THVL), Én vàng (HTV) phiên bản học đường...

### Giảng viên
Hamlet Trương là giảng viên cộng tác ngoại khóa về đọc sách, ngôn từ của nhiều trường học: UK Academy, Vinschool, lớp MC 6W, học viện Sun & Moon.

## Sách đã phát hành
- Thời gian để yêu/Lên rừng giấu lá
- Thương nhau để đó (Viết cùng Iris Cao)
- Tay tìm tay níu tay/Tay tìm tay níu
- Yêu đi rồi khóc (Viết cùng các tác giả trẻ)
- Ai rồi cũng khác (Viết cùng Iris Cao)
- Mỉm cười cho qua (Viết cùng Iris Cao)
- Mình sinh ra đâu phải để buồn (Viết cùng Iris Cao)
- Người lớn không khóc
- 12 cách yêu/Yêu một người khó lắm
- Người trong đau khổ vẫn cười
- Haletapu - Hành tinh hạnh phúc (Viết cùng Tăng Phúc)
- Có một ai đó đã đổi thay (Viết cùng Du Phong)
- Mùa chia tay
- Sống tiếp và sống tốt

## Sáng tác
Sau đây là danh sách một số bài hát tiêu biểu do Hamlet Trương sáng tác:
- Ai rồi cũng khác
- An ủi (Jun Phạm)
- Ba ơi đừng xa mẹ
- Bạn lòng (Hồ Quang Hiếu)
- Bờ vai anh là cõi yên lành (song ca với Hiền Thục)
- Bờ vai hay bờ vực (song ca với Phạm Quỳnh Anh)
- Bậu ơi đừng khóc (Lộ Lộ)
- Bụi bay vào mắt (Phạm Quỳnh Anh) (đồng sáng tác với Nguyễn Quang Huy)
- Chuyện bây giờ đã muộn (Khải Đăng)
- Căn phòng nước mắt (Mây Trắng)
- Có hẹn cùng thanh xuân
- Cơ hội đổi đời
- Dành cả thanh xuân để yêu ai đó (Thủy Tiên)
- Để dành nước mắt
- Đêm (Phạm Quỳnh Anh)
- Đến sau
- Đi rồi sẽ đến (Hoàng Thùy Linh) (Đằng Phương viết nhạc)
- Điều tự nhiên nhất (Phạm Quỳnh Anh)
- Đừng như anh
- Đừng theo em (Vấp cục đá) (Song Yến) (đồng sáng tác với Thu Hà)
- Em, anh và cô ấy (Phạm Quỳnh Anh)
- Em kết hôn rồi (Phạm Quỳnh Anh) (viết lời Việt của bài "Em đã kết hôn")
- Em mình ơi (Tố My)
- Giấc mộng đêm xuân (Như Loan & Diễm Sương)
- Hạnh phúc một quân cờ (Phạm Quỳnh Anh) (viết lời Việt của bài "Vô tâm hại anh")
- Hỏi tội lỗi
- I love you, too (Hamlet Trương, Phạm Quỳnh Anh, Trịnh Thăng Bình, Đinh Ứng Phi Trường)
- Khổ tâm (Phạm Quỳnh Anh)
- Không thở được (Phạm Quỳnh Anh)
- Lan Và Điệp 4 (Như Quỳnh)
- Lãnh cung (Như Loan & Như Ý)
- Lời cuối cho tình đầu (cùng Tùng Châu) (Quang Dũng & Như Quỳnh)
- Luật cho người thay thế
- Mẹ Maria
- Mỉm cười cho qua (Lương Bích Hữu)
- Mỗi thứ em thêm vào tình yêu (Phạm Quỳnh Anh)
- Mỗi người một đôi tay (Đinh Ứng Phi Trường) (đồng sáng tác với Quang Huy)
- Người đứng sau hạnh phúc (Phạm Quỳnh Anh)
- Người thương
- Người yêu cũ có người yêu mới (Don Hồ)
- Nhiều là bao nhiêu (song ca với Lương Bích Hữu)
- Nhớ mang ô hôm nay  (Jun Phạm)
- Nếu anh được yêu em lần nữa (song ca với Ưng Hoàng Phúc)
- Nói đi là đi
- Nói với người đến sau (Phạm Quỳnh Anh) (ý thơ "Viết cho người đến sau" (Lê Hoài Vũ))
- Nợ ai đó cả thế giới (Phạm Quỳnh Anh) (đồng sáng tác với Nguyễn Quang Huy)
- Nụ cười anh còn mãi (Phương Loan & Don Hồ)
- Nước mắt (Diễm Sương)
- Phân vân (Weboys)
- Rồi cũng sẽ quên
- Sài Gòn bận lắm (Thủy Tiên)
- Sầu ngăn cách (Băng Tâm)
- Tìm xuân (Quỳnh Vi)
- Tất cả sẽ thay em (Phạm Quỳnh Anh)
- Thương nhau để đó
- Tiếng hát nối hai bờ đại dương
- Tình yêu cao thượng (Phạm Quỳnh Anh)
- Tình yêu xây đắp nhân gian
- Trên tường nhà dưỡng lão (Hamlet Trương)
- Vợ chồng son (Phi Nhung)
- Xiêu lòng (Phạm Quỳnh Anh)
- Xuân về con cũng về (Lam Trường, Ưng Hoàng Phúc, Phạm Quỳnh Anh)
- Yêu đi rồi khóc
- Yêu không hối tiếc (Phạm Quỳnh Anh)

## Album CD
- Cung Xử Nữ (2013)
- Rồng Gỗ (2015)
- Ta trẻ vui (2015)
- Người lớn không khóc (2016)

## Giải thưởng
- Ca khúc được yêu thích nhất năm 2013 (Đài YanTV)
- Nhà văn trẻ xuất sắc nhất 2014 (Tập đoàn Galaxy và Thebox)
- Top 10 tác giả được yêu thích nhất năm 2014, 2015 (Tiki)
- Giải Ấn tượng - chương trình Sao là sao 2015 (Đài truyền hình Vĩnh Long)
- Top ca khúc Hit năm 2015 (Chương trình Vietnam Top hits).
- Á Quân Tình Bolero 2019[4]